# Markus Kägi (Politiker)

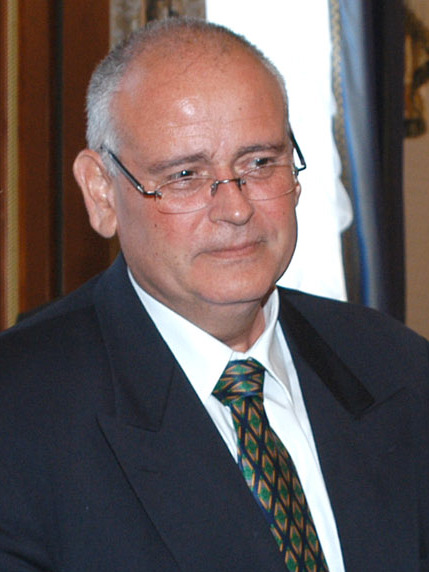
2005

Markus Kägi (* 25. Februar 1954) ist ein Schweizer Politiker und Mitglied der Schweizerischen Volkspartei.
Markus Kägi begann seine politische Laufbahn im Jahr 1978 in der Rechnungsprüfungskommission der Zürcher Gemeinde Niederglatt, die er sechs Jahre präsidierte. Ab 1986 war er Gemeinderat. 1991 wurde er in den Kantonsrat des Kantons Zürich gewählt, den er in der Amtszeit 1995/96 präsidierte. Von 1996 bis 2007 war er Ombudsmann des Kantons und daneben von 2005 bis 2007 Präsident des europäischen Ombudsmann-Institutes. 2007 wurde er in den Zürcher Regierungsrat gewählt, wo er bis 2019 der Baudirektion vorstand. Markus Kägi war Präsident des Regierungsrates 2012/2013 und 2017/2018. In den Nationalratswahlen 2023 wurde er nicht gewählt.
Im Jahr 1973 schloss Kägi seine Lehre in einem Notariat, Grundbuch- und Konkursamt ab. Danach studierte er an der juristischen Fakultät der Universität Zürich und erlangte im Jahr 1983 das Zürcher Notarpatent. Von 1980 bis 1996 amtete er als Notar-Stellvertreter in Zürich-Riesbach.
Markus Kägi ist verheiratet, hat zwei Kinder und lebt in Niederglatt. Er ist seit 1997 Präsident der Gesellschaft Heimatkunde im Zürcher Unterland.